# Milà-Sanremo 1969
La Milà-Sanremo 1969 fou la 60a edició de la Milà-Sanremo. La cursa es disputà el 19 de març de 1969 i va ser guanyada pel belga Eddy Merckx, que s'imposà en solitari a la meta de Sanremo i aconseguint la seva tercera victòria en aquesta clàssica.
173 ciclistes hi van prendre part, acabant la cursa 110 d'ells.

## Classificació final
|    | Ciclista               | Equip                      | Temps      |
| -- | ---------------------- | -------------------------- | ---------- |
| 1  | Eddy Merckx            | Faema                      | 6h 37' 56" |
| 2  | Roger de Vlaeminck     | Flandria-De Clerck-Krueger | + 15"      |
| 3  | Marino Basso           | Molteni                    | m. t.      |
| 4  | Dino Zandegu           | Salvarani                  | m. t.      |
| 5  | Walter Godefroot       | Flandria-De Clerck-Krueger | m. t.      |
| 6  | René Pijnen            | Willem II-Gazelle          | m. t.      |
| 7  | Jan Janssen            | Bic                        | m. t.      |
| 8  | Georges Van Coningsloo | Peugeot-Michelin-BP        | m. t.      |
| 9  | Eric Leman             | Flandria-De Clerck-Krueger | m. t.      |
| 10 | Daniel van Rijckeghem  | Mann-Grundig               | m. t.      |